# 静火神社

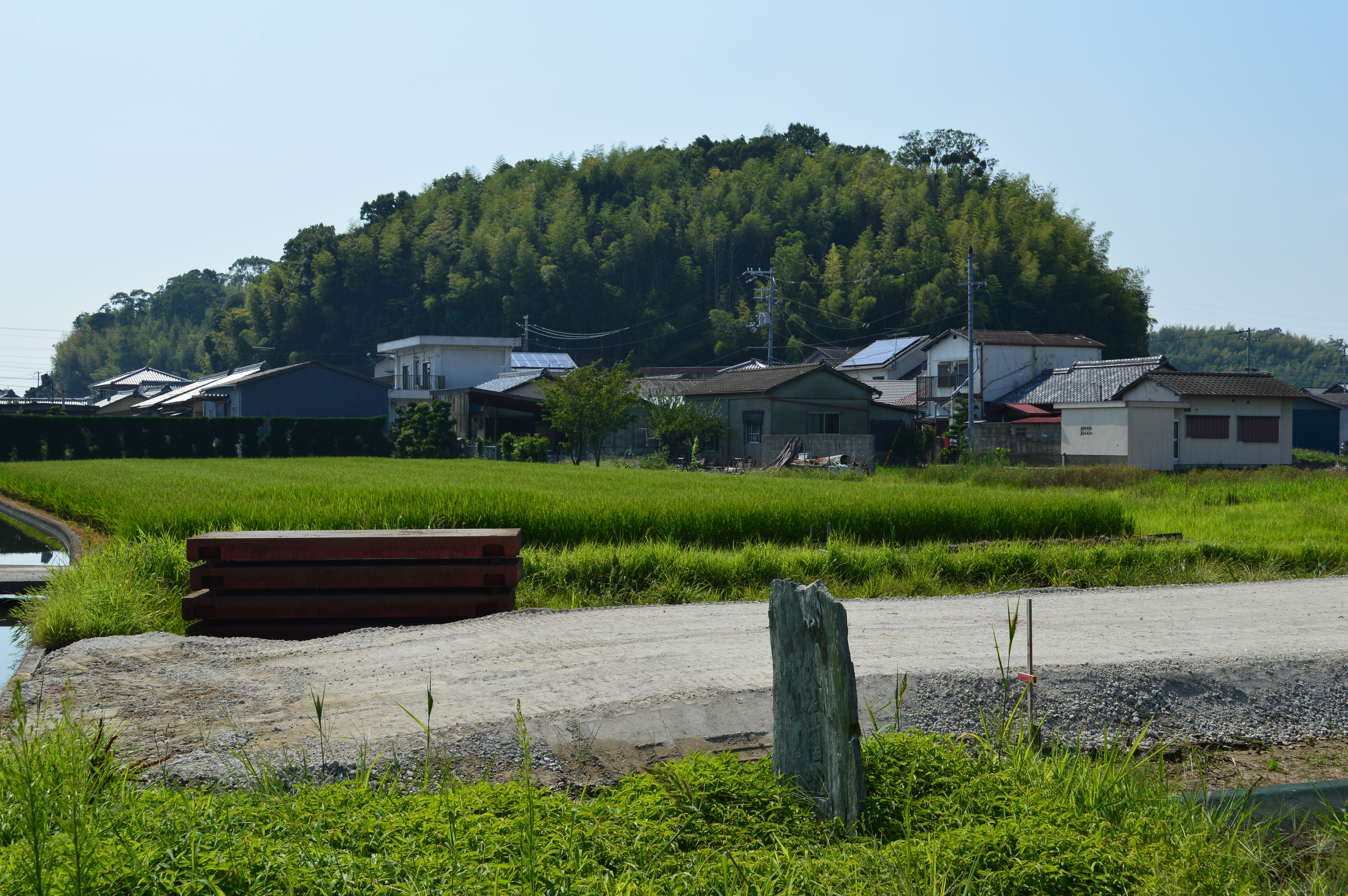
静火神社旧地碑（手前）と現在社の鎮座する薬師山

静火神社（しずひじんじゃ/しづひじんじゃ）は、和歌山県和歌山市和田にある神社。式内社（名神大社）で、旧社格は村社。現在は竈山神社の境外摂社。
伊達神社（和歌山市園部）、志磨神社（和歌山市中之島）とともに「紀三所社（きのさんしょしゃ）」と称される。

## 祭神
祭神は次の1柱。
- 静火大神

社家の鵜飼氏の文書によれば、祭神は火結神とされていた。別説として、『続風土記』では「紀三所社」が伊太祁曽三神（五十猛命・大屋都比売命・都麻都比売命）を分祀するとし、静火神社祭神を都麻都比売命に推定する。一方、「木の国」である紀伊国の「鎮火の神」であったとする説もある。また『住吉大社神代記』では、住吉大社摂社の船玉神社が紀氏の神であり「志麻神・静火神・伊達神」の本社であるとしている。

## 歴史

### 創建
創建は不詳。元々は現在地の東約200メートルの地に鎮座した（北緯34度12分9.46秒 東経135度12分37.07秒 / 北緯34.2026278度 東経135.2102972度）。『続風土記』によると、静火神社は永仁年間（1293年-1299年）以前に廃絶したとされるが、長享元年（1487年）の日前宮文書には粢散米1斗を静火神社にあてた記載がある。『南紀徳川史』によると享保8年（1723年）頃までには廃絶しており、同年に和歌山藩によって薬師山（前山・天霧山；現社地）に社殿が再建され、竈山神社が管理したという。

### 概史
国史では、いずれも伊達神・志摩神（志磨神）とともに承和11年（844年）に正五位下、嘉祥3年（850年）に従四位下、貞観元年（859年）に正四位下、貞観17年（875年）に従三位の神階昇叙の記事が記載されている。
『延喜式』神名帳では紀伊国名草郡に「静火神社 名神大」と記載され名神大社に列しているほか、『紀伊国神名帳』では「正一位 静火大神」と記載されている。いずれも竈山神社に比して上位である。
かつては伊達神社（和歌山市園部）、志磨神社（和歌山市中之島）とともに「紀三所社（きのさんしょしゃ）」と称されたとされる。「紀三所社」の記載は、永承3年（1048年）の収納米帳を初めとして、『中右記』天仁2年（1109年）条、『梁塵秘抄』四句神歌等に見える。『住吉大社神代記』では紀三所社の由来について、神功皇后が三韓征伐に用いた船3艘を武内宿禰に祀らせたことによるとする。
また、当地の和田村はかつて日前神宮・國懸神宮の神領であったため、静火神は同神宮や紀伊国造家に深く関係した。同神宮境内に祀られている草宮では、9月15日に静火神が神幸して静火祭が行われたという。
明治6年（1873年）に近代社格制度において村社に列したが、明治42年（1909年）に竈山神社末社の稲荷神社に合祀された。昭和25年（1950年）、元の薬師山に社殿が造営され遷座した。

### 神階
- 六国史における神階奉叙の記録
  - 承和11年（844年）11月3日、従五位下から正五位下 （『続日本後紀』） - 表記は「静火神」。
  - 嘉祥3年（850年）10月21日、従四位下 （『日本文徳天皇実録』） - 表記は「静火神」。
  - 貞観元年（859年）1月27日、従四位下から正四位下 （『日本三代実録』） - 表記は「静火神」。
  - 貞観17年（875年）10月17日、正四位上から従三位 （『日本三代実録』） - 表記は「静火神」。
- 六国史以後
  - 正一位 （『紀伊国神名帳』） - 表記は「静火大神」。